# Stefano Liberti
Stefano Liberti (Roma, 6 settembre 1974) è un giornalista e scrittore italiano.

## Biografia

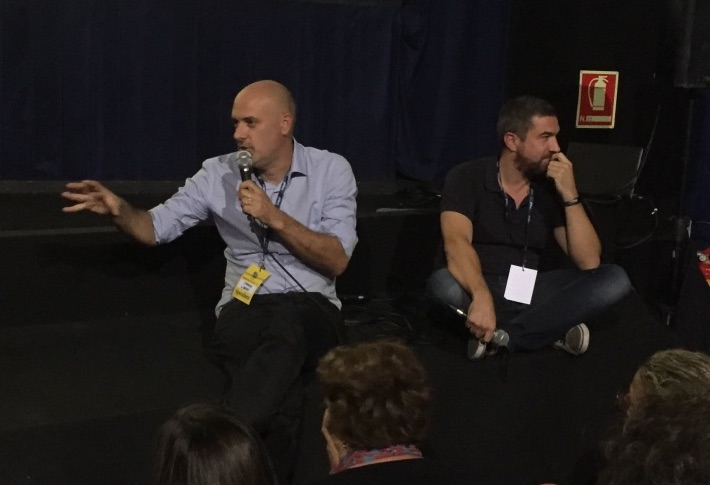
Stefano Liberti ed Enrico Parenti durante la presentazione di Soyalism al festival Internazionale

Ex giornalista de il manifesto, ha pubblicato i suoi reportage su diverse riviste italiane (Geo, L'Espresso, Ventiquattro) ed estere (El País semanal, Le Monde diplomatique).
Nel 2004 ha pubblicato, insieme a Tiziana Barrucci, Lo Stivale meticcio - L'immigrazione in Italia oggi per i tipi di Carocci Editore.
Nel 2007 è stato il primo giornalista a incontrare i tre tecnici Eni ostaggi del Movimento per l'Emancipazione del Delta del Niger (Mend) in Nigeria. Li ha intervistati e ha diffuso sul TG1 un video in cui lamentavano di essere stati abbandonati. Nel 2007 ha vinto il Premio Luchetta come miglior giornalista italiano sezione Quotidiani e periodici.
Nel 2009 ha vinto il premio Indro Montanelli per la scrittura con il libro "A sud di Lampedusa" (minimum fax), in cui raccontava i suoi cinque anni di viaggio sulle rotte dei migranti dall'Africa all'Europa. Nel 2010 ha vinto il premio L'Anello Debole con il reportage "L'inferno dei bimbi stregoni", girato a Kinshasa nel maggio 2009 che racconta il fenomeno dei bambini accusati di stregoneria e abbandonati dalle famiglie.
Nel 2011, ha pubblicato per Minimum fax il libro "Land grabbing", sull'accaparramento delle terre su scala mondiale. Il libro è diventato un caso ed è stato tradotto in tedesco, francese, inglese e spagnolo. Sempre in quell'anno, ha seguito le varie fasi della guerra in Libia e, insieme a una troupe della CNN e ai due colleghi Gabriele Del Grande e Alfredo Bini, è stato il primo giornalista a entrare nella città di Misurata sotto assedio.
Come regista ha lavorato tra il 2007 e il 2008 al programma televisivo C'era una volta di Rai 3. Nel 2012 ha realizzato insieme ad Andrea Segre il documentario Mare chiuso. 
Nel 2016 ha pubblicato il libro "I signori del cibo. Viaggio nell'industria alimentare che distrugge il pianeta" (Minimum Fax).
Nel 2017 ha realizzato insieme a Mario Poeta il film "Herat football club" sulla squadra di calcio femminile di Herat, in Afghanistan. 
Nel 2019 insieme a Fabio Ciconte, direttore dell'associazione ambientalista Terra! Onlus e portavoce della campagna FilieraSporca contro lo sfruttamento del lavoro in agricoltura, pubblica per Laterza editore il libro "Il grande carrello - Chi decide cosa mangiamo", un viaggio nella grande distribuzione organizzata del cibo, dando seguito alle inchieste sulle filiere agroalimentari.
Nel 2020 ha pubblicato per l'editore Rizzoli il libro "Terra bruciata. Come la crisi ambientale sta cambiando l'Italia e la nostra vita", un lungo reportage sugli effetti dei cambiamenti climatici sull'Italia. 
Nel 2021 ha coadiuvato la fuga di alcune calciatrici della squadra di calcio di Herat dall'Afghanistan riconquistato dai talebani, mettendole in contatto con i militari italiani che le hanno caricate su un volo di evacuazione da Kabul. La portiera della squadra, Zaynab, non è riuscita a salire a bordo perché minacciata dal marito che nel frattempo si era unito ai talebani. Grazie all'intercessione di una Ong, Zaynab è stata messa in una casa protetta in attesa di un visto per il Pakistan. Una volta ottenuto il visto, Stefano Liberti si è recato a Kabul insieme al collega Mario Poeta per accompagnare la ragazza verso il Pakistan in un'operazione clandestina condotta di notte. Fermati prima al confine pakistano (dopo che Zaynab si era messa in salvo) e poi dai talebani, i due sono riusciti a convincerli a rilasciarli dopo una giornata di permanenza forzata in una caserma a Jalalabad. Tutta la vicenda è raccontata nel podcast Zaynab prodotto da Internazionale.  

## Opere
- Lo Stivale meticcio - L'immigrazione in Italia oggi (in collaborazione con Tiziana Barrucci), Carocci, 2004,  p. 150, ISBN 978-88-4303-092-7.[6]
- A sud di Lampedusa, Minimum fax, 2011,  p. 210, ISBN 978-88-7521-347-3.[7]
- Land grabbing, Minimum fax, 2011,  p. 248, ISBN 978-88-7521-680-1.[8]
  - trad. tedesca Landraub, Rotbuch verlag, 2012.
  - trad. francese Main basse sur la terre, rue de l'échiquier Archiviato il 30 gennaio 2013 in Internet Archive., 2013
  - trad inglese, Landgrabbing, 2013
- Mare chiuso, Minimum fax, 2013,  p. 82, ISBN 978-88-7521-473-9.[9]
- I signori del cibo - Viaggio nell'industria alimentare che sta distruggendo il pianeta, Minimum fax, 2016,  p. 327, ISBN 978-88-7521-744-0.[10]
- Il grande carrello - Chi decide cosa mangiamo (in collaborazione con Fabio Ciconte), Laterza, 2019,  p. 118, ISBN 978-885-813-395-8.[11]
- Terra bruciata - Come la crisi ambientale sta cambiando l'Italia e la nostra vita, Rizzoli, 2020,  p. 288, ISBN 978-88-1714-595-4.[12]

## Premi
Premio per l'Ambiente 2022 al Tignano Festival (Barberino Tavarnelle - Firenze)

### Documentari
- Mare chiuso, coregista Andrea Segre, (2012)
- Container 158, coregista Enrico Parenti, (2013)
- Soyalism, coregista Enrico Parenti, (2018)